# 満月の夕〜90's シングルズ
『満月の夕〜90's シングルズ』（まんげつのゆう 90's Singles）は、ソウル・フラワー・ユニオンの90年代のシングル集。2008年3月19日、ソニー・ミュージックダイレクトから発売された。<

## 解説
ソウル・フラワー・ユニオンがキューンレコード在籍時（1993～1999）に発表した全シングル、マキシ・シングル、ミニ・アルバムを時系列に収録した、CD2枚組のシングル・コレクションである。
オリジナル・アルバムに未収録であったシングル・カップリング曲はもとより、未発表曲「さすらいのカッパ」や「電飾の街」、既発曲のレア・ヴァージョンなども収録している。
アルバム・タイトルに冠されている「満月の夕」は、シングル・ヴァージョン、ライヴ・ヴァージョン、ドーナル・ラニー・バンドとのヴァージョン、そしてテープ庫から発掘された震災最初期録音のデモ・ヴァージョンの4つが収録された。
なお、本作は初回限定で紙ジャケット仕様になっており、のちに発表された、ニューエスト・モデルとメスカリン・ドライヴのキングレコード時代のシングル集『アーリー・ソウル・フラワー・シングルズ』と同じ装丁、デザインで作られている。

## 収録曲
＜DISC 1＞
1. 世界市民はすべての旗を降ろす
2. テル・ママ
3. 満月の夕 (Single Version)
4. レプン・カムイ (Single Mix)
5. 向い風 (Single Mix)
6. 外交不能症 (Sutakora Version)
7. エエジャナイカ
8. エエジャナイカ～卓球の極道電子盆唄編
9. (ソウルフラワーの)夢は夜ひらく (Live Version)
10. ジャングル・ブギ (Live Version)
11. 宇宙フーテン・スイング
12. さよならだけの路地裏
13. ちっちゃな時から
14. もぐらとまつり (Live Version)
15. 短距離走者の孤独 (Respectable Single Mix)
16. おんぼろの夜明け
17. 電飾のまち (Demo Version)

＜DISC-2＞
1. 満月の夕
2. 潮の路
3. 竹田の子守唄
4. アリラン
5. 夜に感謝を (Japonesian Gospel Version)
6. 潮の路 (Live Version)
7. 満月の夕 (Live Version)
8. イーチ・リトル・シング (Featuring ALTAN)
9. 風の市 (Featuring ALTAN)
10. アラバマ・ソング (Featuring SAMM BENNETT)
11. 平和に生きる権利 (TV Live Version)
12. 青天井のクラウン
13. 人力飛行機 (Acoustic Mix)
14. 信天翁 (Naked Mix)
15. さすらいのカッパ (Demo Version)
16. 海行かば 山行かば 踊るかばね (TV Live Version)
17. 満月の夕 (Demo Version)